# ダンスウィズミー
『ダンスウィズミー』（DANCE WITH ME）は、2019年8月16日公開の日本映画。

## あらすじ
ミュージカル嫌いの静香だったが、ある催眠術師により音楽がかかると感情を歌とダンスで表現する催眠術をかけられてしまう。そのせいで仕事はできなくなり、思いを寄せる上司とも別れざるを得ない状況に。静香は元に戻るため、逃亡した催眠術師を探しに旅に出る。

## キャスト
鈴木静香
演 - 三吉彩花
有名企業で働くOLだが、真面目であり続けようと内心無理をしている。子供のころから不自然に歌い、踊るミュージカルを苦手にしているが、マーチン上田の催眠術で音楽を聴くと歌い踊らずにはいられない体質になってしまう。
斎藤千絵
演 - やしろ優
プロダンサーにあこがれるフリーターで、お金とイケメンに目がない。夢を叶える為、マーチン上田のサクラとして働き、静香とともに消えたマーチンを探す。
山本洋子
演 - chay
北を目指す訳ありのストリートミュージシャン。言葉は新潟ネイティブ。
村上涼介
演 - 三浦貴大
周囲の憧れの対象となっている清廉潔白のエリートサラリーマンだが、笑顔が妙に嘘くさい雰囲気を放つ。
渡辺義雄
演 - ムロツヨシ
マーチンの行方を捜す興信所の調査員。
マーチン上田
演 - 宝田明
かつて一世を風靡した、逃げ足の速いインチキ催眠術師。

## スタッフ
- 原作・脚本・監督：矢口史靖[11][29]
- 音楽：Gentle Forest Jazz Band、野村卓史
- 振付：Q-TARO、EBATO（電撃チョモランマ隊）[30][31]
- 製作：高橋雅美、池田宏之、吉崎圭一、朝妻一郎、有馬一昭、森田圭、太田和宏、杉田成道、飯田雅裕、中谷健、板東浩二、三宅容介、小形雄二
- エグゼクティブプロデューサー：桝井省志
- プロデューサー：関口大輔、土本貴生
- アソシエイトプロデューサー：楠千亜紀、堀川慎太郎
- 脚本協力：矢口純子
- 撮影：谷口和寛
- 照明：森紀博
- 録音：郡弘道
- 美術：磯田典宏
- 装飾：前田亮
- 編集：宮島竜治
- 音響効果：岡瀬晶彦
- 音楽ディレクター：浅梨なおこ、石塚信孝
- 助監督：井上雄介
- キャスティング：吉川威史
- 製作担当：山岸秀起
- プロデューサー補：七字幸久
- アシスタントプロデューサー：前村祐子、鎌倉希
- タイトルデザイン：赤松陽構造
- 企画・制作プロダクション：アルタミラピクチャーズ
- 製作幹事・配給：ワーナー・ブラザース映画
- 製作：「ダンスウィズミー」製作委員会（ワーナー・ブラザース映画、電通、フジパシフィックミュージック、イオンエンターテイメント、KDDI、東京テアトル、日本映画専門チャンネル、朝日新聞社、SHOWROOM、ひかりTV、ポニーキャニオン、アルタミラピクチャーズ）

## 使用楽曲
| 楽曲                   | クリップ映像                                                                              | 出典                        |
| ---------------------- | ----------------------------------------------------------------------------------------- | --------------------------- |
| Tonight 星の降る夜に   |                                                                                           |                             |
| ACT-SHOW               | フィルムクリップ - YouTube（ワーナー2019/07/11）                                          | [ 32 ] [ 33 ]               |
| Happy Valley           | フィルムクリップ - YouTube（ワーナー 2019/06/20）                                         | [ 34 ] [ 35 ] [ 36 ]        |
| Happy birthday to you  |                                                                                           |                             |
| 狙いうち               | フィルムクリップ - YouTube（ワーナー 2019/06/24）                                         | [ 37 ] [ 38 ] [ 39 ] [ 40 ] |
| 狙いうち               | ダンス動画／反転 - YouTube（ワーナー 2019/07/08）                                         | [ 37 ] [ 38 ] [ 39 ] [ 40 ] |
| 夢の中へ               |                                                                                           |                             |
| 年下の男の子           |                                                                                           |                             |
| ウエディング・ベル     |                                                                                           | [ 41 ]                      |
| 浜辺の歌               | 変顔デュエット編 本編クリップ - YouTube（ワーナー 2019/08/14 ）                           | [ 42 ] [ 43 ]               |
| タイムマシンにおねがい | 豪華キャストが歌い踊るハッピーミュージカル 本編クリップ - YouTube（ワーナー 2019/08/15 ） | [ 44 ] [ 45 ]               |

歌の選曲は50代くらいの世代が口ずさめて、振り付けも出来るような曲が選考された。矢口監督のジャズへの強い思い入れから、ミュージカルシーンをGENTLE FOREST JAZZ BANDが編曲し、演奏された。

## 公開まで
製作
「普通に生活している人が突然歌い出す」そのようなミュージカルに抵抗感のあった矢口が『ラ・ラ・ランド』に触発されて、「なぜ急に」歌い始め、踊り出すのかという疑問に答える映画を、「ミュージカルが好きな人」は勿論「苦手な人にこそ観てもらいたい」と、自ら脚本と監督を手掛けた。
歌って踊れ、演技も出来る主演は選考が繰り返され、およそ500名の応募者の中から三吉彩花がオーディションで抜擢された。選んだ矢口は「三吉さんに会えた。宝物を発見したような感覚」と心境を表した。
特技のダンスもオーディションでは必ずしも自信を持てなかった三吉は、不安はありながらも「まずは自分が楽しむ、そして周りを巻き込む」と意気込みを語り、クランクインの2か月前から歌やダンスにポールダンスなど250時間をトレーニングに費やし、全てのミュージカルシーンを吹き替えなしで撮影に挑んだ。
2018年7月24日に撮影が開始され、東京、千葉、埼玉、新潟、函館などでロケを行い、10月4日にクランクアップした。
プロモーション
- 2019年5月29日、東京都内で開催されたトークイベントに三吉と、やしろ優、chayが登場した[57][58][59][60]。

| 映像 | 出典   |
| --- | ------ |
| 三吉彩花、オーディションはカラオケボックスで 矢口監督の反応に戸惑いも - YouTube（MAiDiGiTV 2019/05/29）    |        |
| 三吉彩花、ダンス＆歌「すべてが大変」プレッシャーで「何回も体調も崩した」 - YouTube（MAiDiGiTV 2019/06/01） |        |
| 三吉彩花、ムロツヨシとのシーンで20テイク 矢口監督の演出エピソード明かす - YouTube（MAiDiGiTV 2019/06/04）  |        |
| 三吉彩花、矢口史靖監督の演出秘話を明かす！ - YouTube（シネマトゥデイ 2019/05/29）                          | [ 61 ] |

- 2019年に開催された海外の映画祭で上映され、矢口と三吉が訪問した[62]。
  - 6月10日、カナダの日系文化会館が主催するトロント日本映画祭で[63]、世界初上映となるワールドプレミアが実施され、特別監督賞が贈られた矢口と三吉が出席した[64][65]。
  - 第22回上海国際映画祭のガラ部門で6月15日にオープニング上映され、矢口と三吉が出席した。[66]中国語のタイトルは『与我跳舞』。23歳の誕生日を迎える三吉に観客からサプライズでバースデーソングが送られ、矢口から「踊り出さないと」と促された三吉は、ステージ上でくるりと回って見せ観客を沸かせた[67][68][69]。
  - 7月19日にニューヨークのジャパン・ソサエティーで行われた、第13回ジャパン・カッツ（JAPAN CUTS）においてオープニング上映され、矢口と三吉が舞台挨拶に登壇した[70]。
  - カナダのモントリオールで開催された第23回ファンタジア国際映画祭で7月21日に上映され、矢口が出席。観客賞を受賞した[71]。

| 映画祭              | 映像                                                                                                   | 出典   |
| ------------------- | --- | ------ |
| トロント ～上海～NY | 公開記念特番－ワールド編－（映画祭/メイキング） - YouTube（ワーナー 2019/08/07）                       |        |
| NY                  | 矢口史靖監督インタビュー！かつてないミュージカル映画 - YouTube（三吉彩花 4:12～）（FCI NY 2019/09/06） |        |
| NY                  | JAPAN CUTS 2019 - YouTube（JapanSocietyNYC 2019/06/11）                                                | [ 72 ] |

- 2019年6月25日、矢口と三吉は沖縄のユナイテッド・シネマ PARCO CITY 浦添のオープニングイベントとプレミア上映に参加した[73]。

- 2019年7月18日、新宿ピカデリーでジャパンプレミアが開催された。会場スタッフらによるフラッシュモブに始まり、三吉とやしろが劇中のダンス『狙いうち』を披露。さらにchay、三浦貴大、ムロツヨシ、宝田明、矢口が登壇した[25][74][75][76]。

| 映像 | 出典   |
| --- | ------ |
| 三吉彩花、観客を巻き込んだフラッシュモブで華麗なダンスを披露 ムロツヨシ＆chayら豪華キャスト集結 - YouTube（oricon 2019/07/18）           |        |
| ムロツヨシ、急な無茶振りに動揺するも神対応「おもしろいことは言えるわけない！」 矢口史靖監督にプチクレーム - YouTube（oricon 2019/07/18） |        |
| 三吉彩花、矢口史靖監督最新作にプレッシャー「毎日葛藤していました」 - YouTube（MAiDiGiTV 2019/07/18）                                     |        |
| ムロツヨシ、矢口監督の無茶ぶりに応える「今日一番面白いことを…」 - YouTube（MAiDiGiTV 2019/07/28）                                        |        |
| 三吉彩花がキレキレダンス披露！ムロツヨシもノリノリで決めポーズ！ - YouTube（シネマトゥデイ 2019/07/18）                                  |        |
| ムロツヨシ、“むちゃぶり”されるも華麗に会場盛り上げる！ - YouTube（シネマトゥデイ 2019/07/18）                                            | [ 77 ] |
| 三吉彩花：映画『ダンスウィズミー』ジャパンプレミア - YouTube（アミューズ 2019/07/25）                                                    |        |

- 2019年7月30日、大阪ステーションシティシネマでトークイベントが行われ、矢口と三吉が登壇した。三吉は主演のプレッシャーから一時は入院していたことを明かした[78]。

- 2019年8月16日の公開初日に、丸の内ピカデリーで舞台挨拶が行われた。
矢口はサプライズで三吉に宛てた手紙を読み上げ、歌やダンスに、プロモーション活動を労った。そしてオーディションでは不安の声のある中で自分だけが「三吉さんでいきましょう」と決断し「あなたなら絶対、この役をやれます」と激励したエピソードを紹介。「僕の目に狂いはなかった。よく頑張りました。矢口組に参加してくれて有難う」と健闘を称え、感涙した三吉は、自信をなくした撮影時の心境を振り返って「本当に嬉しい」と、矢口の言葉や寄せられた応援のコメントに感謝した[79][80][81][82]。

| 映像 | 出典          |
| --- | ------------- |
| ムロツヨシ、自身の“舞台あいさつ史上初”を明かし会場沸かす - YouTube（MAiDiGiTV 2019/08/16）                           |               |
| ムロツヨシ、三吉彩花のスポーツブラ＆透明シャツに驚き「こんな格好で歩いてきたのか」 - YouTube（MAiDiGiTV 2019/08/16） |               |
| 三吉彩花、矢口監督からのサプライズの手紙に涙「私が主演で大丈夫なんだろうかと…」 - YouTube（MAiDiGiTV 2019/08/16 ）   | [ 79 ] [ 80 ] |
| ムロツヨシ、三吉彩花のスポーツブラ＆透明シャツに大興奮 chay＆やしろ優らも登場 - YouTube（oricon 2019/08/16 ）        | [ 83 ]        |
| 三吉彩花、思わぬサプライズ手紙に大粒の涙 ムロツヨシ＆chayらも登場 - YouTube（oricon 2019/08/16 ）                    | [ 79 ] [ 80 ] |

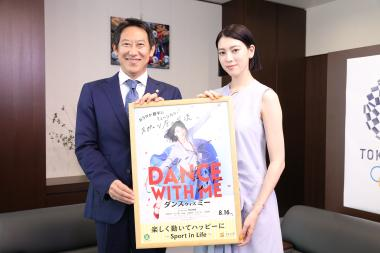
スポーツ庁で鈴木大地長官（左）と三吉彩花（2009年）

- 出演者の三吉彩花、やしろ優、chayの3人[84]によるプロモーションが展開された[85]。
- 2019年8月2日にはスポーツ庁の鈴木大地長官を表敬訪問した[86]。

| 宣伝展開      | 映像 | 出典          |
| ------------- | --- | ------------- |
| 対談          | ジャンルが違う3人だからこそ生まれた仲良し化学反応！／映画『ダンスウィズミー』三吉彩花×やしろ優×chayインタビュー - YouTube（moviecollection 2019/08/16） | [ 87 ]        |
| 対談          | 三吉彩花&やしろ優&chay ミュージカルの裏側をぶっちゃけ！─ シネマトゥデイ単独インタビュー - YouTube（シネマトゥデイ 2019/07/22）                          | [ 88 ]        |
| 対談          | キャストが教える『ダンスウィズミー』ダンス講座 - YouTube（シネマトゥデイ 2019/07/22）                                                                   | [ 89 ]        |
| キャン ペーン | 三吉彩花：映画『ダンスウィズミー』神宮外苑花火大会アフターライブ（三吉彩花、やしろ優、chay） - YouTube（アミューズ 2019/08/15）                         | [ 90 ]        |
| キャン ペーン | 三吉彩花：映画『ダンスウィズミー』試写会イベント（三吉彩花、やしろ優） - YouTube（アミューズ 2019/07/16）                                               |               |
| キャン ペーン | 三吉彩花さん×Chayさん×やしろ優さんが #EMOJICHALLENGE に挑戦♡ - YouTube（ELLEgirlJAPAN 2019/07/08）                                                      |               |
| 三吉彩花      | 映画『ダンスウィズミー』SHOWROOM宣伝大使・吉岡由梨子さんが 突撃インタビュー！（矢口史靖監督、三吉彩花） - YouTube（ワーナー 2019/08/14）                |               |
| 三吉彩花      | 三吉彩花× スポーツ庁長官・鈴木大地さん【対談】 - YouTube（ワーナー 2019/08/19）                                                                         | [ 86 ] [ 91 ] |
| chay          | ドッキリなんじゃないかな！？映画初出演のchayさんにインタビュー｜チルトーク - YouTube（チルテレ 〜チルトーク〜 2019/08/16 ）                             |               |

- 映画の公開に向けて、本編映像とメイキングを含むフィルムクリップや、オリジナル動画が制作され公開された。

| 動画            | 映像 | 出典           |
| --------------- | --- | -------------- |
| メイキング 動画 | メイキング編30秒 - YouTube（ワーナー 2019/06/29） | [ 49 ] [ 92 ]  |
| メイキング 動画 | メイキング映像「Happy Valley」 - YouTube（ワーナー 2019/09/01） |                |
| メイキング 動画 | メイキング映像「狙いうち」 - YouTube（ワーナー 2019/08/21） | [ 93 ]         |
| メイキング 動画 | 公開記念特番－ワールド編－（メイキング／映画祭：上海、トロント、NY） - YouTube（ワーナー 2019/08/07）                                                                                 |                |
| メイキング 動画 | 「ダンスウィズミー」メイキング映像（ヒップホップダンスバトル） - YouTube（ナタリー 2019/08/29）                                                                                       | [ 94 ]         |
| オリジナル 動画 | ワケあって踊らされました～海外編～ - YouTube（ワーナー 2019/07/17） | [ 95 ]         |
| オリジナル 動画 | ワケあって踊らされました～世界中編～ - YouTube（ワーナー 2019/08/01） | [ 96 ] [ 97 ]  |
| オリジナル 動画 | 【VROOM】「ワケあって踊らされました in NY」予告編（VR版） - YouTube（ワーナー 2019/08/07） 【VROOM】「ワケあって踊らされました in NY」予告編（2D版） - YouTube（ワーナー 2019/08/07） | [ 98 ]         |
| オリジナル 動画 | ワケあって踊らされました～セブン-イレブン編～ - YouTube（ワーナー 2019/08/28） |                |
| オリジナル 動画 | ワケあって踊らされました～やしろ優編～ - YouTube（ワーナー 2019/08/02） |                |
| オリジナル 動画 | スペシャル映像 chay ＃ワケあって“流し”してみました - YouTube（ワーナー 2019/07/26）                                                                                                   | [ 99 ] [ 100 ] |
| オリジナル 動画 | 公開記念スペシャル 矢口史靖の「映画の常識、それほんと！？」（宝田明） - YouTube（ワーナー 2019/08/14 ）                                                                               |                |

- 劇中の振り付けを担当した[31]、電撃チョモランマ隊らによるダンス映像が公開された。

| 映像 | 出典                    |
| --- | ----------------------- |
| 『狙いうち』＃ワケあって踊らされました〜プランチャイムバージョン〜 - YouTube（株式会社プランチャイム 2019/08/28） | [ 101 ] [ 102 ] [ 103 ] |

## 公開後
映像ソフト
- 2019年10月30日からのデジタルセル先行配信と、11月20日のレンタルと配信、さらに12月18日のBlu-ray / DVD販売が発表された[104][105][106]。
  - 12月14日、リリースを記念して監督の矢口を招いたトークイベントが行われた。
『スウィングガールズ』で、ある1つのシーンをミュージカル仕立てに描きたかったのが、後の『ダンスウィズミー』製作に繋がる発端で、その10数年後に催眠術のアイデアに思い至った経緯が披露された[107]。

| 映像 | 出典                    |
| --- | ----------------------- |
| BD/DVD/デジタル【予告編】12.18リリース/10.30デジタル先行配信 - YouTube（ワーナー 2019/10/17） デジタル【予告編】好評配信中 - YouTube（ワーナー 2019/10/29） | [ 108 ]                 |
| BD/DVD/デジタル【プレミアム・エディション絵コンテ動画（『狙いうち』）】12.18リリース／デジタル先行配信中 - YouTube（ワーナー 2019/10/29）                   | [ 109 ] [ 110 ] [ 111 ] |
| BD/DVD/デジタル【プレミアム・エディション映像特典】リリース中／デジタル配信中 ─ スペシャル対談 in NY（矢口史靖ｘ三吉彩花） - YouTube（ワーナー 2019/12/17） | [ 112 ]                 |

公開後の映画祭
- 国内で公開後も、海外の映画祭で上映された。
  - 2019年11月19日よりモスクワで、在ロシア日本大使館や国際交流基金の主催による、第53回日本映画祭が開催され[3]、初日の開幕上映にプロデューサーの桝井省志と土本貴生が出席した。
桝井はインタビューの中で、オーディションには有名な女優も多数参加していて、最終的に監督が三吉を主演に選ぶまで、別な一人の候補にも主役の選考が絞られていたことが語られた[113]。
  - 12月5日、第4回マカオ国際映画祭のガラ部門で上映され、前作の『サバイバルファミリー』に続いて2度目の参加となる矢口と、宝田明がレッドカーペットに登場した。旧満州のハルビンで育ち、アジア圏でも人気を博した宝田が流暢な中国語で舞台挨拶に登壇すると、会場から驚きと喝采で迎えられた[114][115][116]。
  - 2020年2月6日、タイで国際交流基金バンコク日本文化センターが開催する日本映画祭2020が開幕し、初日のオープニングイベントにプロデューサーの桝井省志と土本貴生が参加。翌7日の上映後に行われた特別トークセッションにも出席した。3月8日にかけてバンコクに続き、コンケン、チェンマイ、プーケットでも上映される[5]。

テレビ放送
- 2020年5月4日、WOWOW。- テレビ独占放送を記念して、矢口史靖6作品の特集の中で初放送された[117][118]。

海外公開
- 2021年1月22日に中国で一般公開された[119][6][注 1]。

## 受賞
- トロント日本映画祭 特別監督賞・観客賞[125]
- 第23回ファンタジア国際映画祭 観客賞[71]

## 関連書籍
- 『映画監督はサービス業です。ー矢口史靖のヘンテコ映画術―』、DU BOOKS、2019年9月、 ISBN 978-4866471006。